# Ivetta di Betania
Ivetta di Betania o di Gerusalemme (1120 – ante 1178) fu la quarta ed ultima figlia del Re di Gerusalemme Baldovino II e di sua moglie, la nobildonna di origini armene Morfia di Melitene.
Il suo nome appare in varie forme: Joveta, Jovita, Jowita, Yvette, Iveta, Ioveta ed anche Juditta. 

## Biografia
Ivetta fu la sola delle figlie di Baldovino nata dopo la sua ascesa al trono di Gerusalemme nel 1118.
Quando Baldovino fu preso prigioniero dagli Artuqidi vicino ad Edessa nel 1123, Ivetta fu uno degli ostaggi consegnati per il suo rilascio. 
Fu tenuta a Shayzar fino al 1125 quando Baldovino pagò un riscatto di ottantamila dinar, utilizzando il bottino che aveva conquistato quell'anno vincendo la battaglia di Azaz.
Le sue sorelle fecero dei buoni matrimoni: 
la maggiore, Melisenda, sposò Folco V d'Angiò e succedette a Baldovino sul trono del Regno di Gerusalemme; 
Alice sposò Boemondo II d'Antiochia ed Hodierna sposò Raimondo II di Tripoli.
Ivetta, invece, entrò nel Convento di Sant'Anna in Gerusalemme. 
Nel 1143 Melisenda costruì un convento dedicato a San Lazzaro a Betania, su un terreno che aveva acquistato dal Patriarca latino di Gerusalemme.
Dopo la morte dell'anziana prima badessa, Ivetta fu eletta a questa posizione nel 1144.
Non aveva l'influenza delle sue sorelle ma, in quanto badessa, non era priva di potere: sopravvive un documento del 1157 con il quale donò delle terre ai Cavalieri Ospitalieri.
Ivetta fu responsabile dell'educazione della sua pronipote Sibilla, la figlia di suo nipote (figlio di Melisenda) Amalrico ed Agnese di Courtenay.
Ivetta e le sue sorelle erano molto unite. 
Quando Melisenda giacque morente nel 1161, Ivetta ed Hodierna furono al suo capezzale (Alice probabilmente era morta qualche tempo prima).
Dopo di ciò Ivetta scompare dalla storia; la data della sua morte è sconosciuta, ma fu prima del 1178 quando un'altra badessa appare nel Convento di San Lazzaro. 

## Ascendenza
|                             |   |                    | Genitori |  |  | Nonni |  |  | Bisnonni              |  |  | Trisnonni            |  |
|                             |   |                    |          |  |  |       |  |  | Manasse III di Rethel |  |  | Manasse II di Rethel |  |
|                             |   |                    |          |  |  |       |  |  | Manasse III di Rethel |  |  | Manasse II di Rethel |  |
|                             |   | Dada               |          |  |  |       |  |  | Manasse III di Rethel |  |  |                      |  |
| Ugo I di Rethel             |   |                    |          |  |  |       |  |  | Manasse III di Rethel |  |  |                      |  |
|                             |   | Judith di Roucy    | …        |  |  |       |  |  |                       |  |  |                      |  |
|                             |   | Judith di Roucy    | …        |  |  |       |  |  |                       |  |  |                      |  |
|                             |   | Judith di Roucy    | …        |  |  |       |  |  |                       |  |  |                      |  |
| Baldovino II di Gerusalemme |   | Judith di Roucy    |          |  |  |       |  |  |                       |  |  |                      |  |
|                             |   | Guy I di Montlhéry | …        |  |  |       |  |  |                       |  |  |                      |  |
|                             |   | Guy I di Montlhéry | …        |  |  |       |  |  |                       |  |  |                      |  |
|                             |   | Guy I di Montlhéry | …        |  |  |       |  |  |                       |  |  |                      |  |
| Melisende di Montlhéry      |   | Guy I di Montlhéry |          |  |  |       |  |  |                       |  |  |                      |  |
|                             |   | Hodierna di Gometz | …        |  |  |       |  |  |                       |  |  |                      |  |
|                             |   | Hodierna di Gometz | …        |  |  |       |  |  |                       |  |  |                      |  |
|                             |   | Hodierna di Gometz | …        |  |  |       |  |  |                       |  |  |                      |  |
| Ivetta di Betania           |   | Hodierna di Gometz |          |  |  |       |  |  |                       |  |  |                      |  |
|                             | … | …                  |          |  |  |       |  |  |                       |  |  |                      |  |
|                             | … | …                  |          |  |  |       |  |  |                       |  |  |                      |  |
|                             | … | …                  |          |  |  |       |  |  |                       |  |  |                      |  |
| Gabriele di Melitene        | … |                    |          |  |  |       |  |  |                       |  |  |                      |  |
|                             |   | …                  | …        |  |  |       |  |  |                       |  |  |                      |  |
|                             |   | …                  | …        |  |  |       |  |  |                       |  |  |                      |  |
|                             |   | …                  | …        |  |  |       |  |  |                       |  |  |                      |  |
| Morfia di Melitene          |   | …                  |          |  |  |       |  |  |                       |  |  |                      |  |
|                             |   | …                  | …        |  |  |       |  |  |                       |  |  |                      |  |
|                             |   | …                  | …        |  |  |       |  |  |                       |  |  |                      |  |
|                             |   | …                  | …        |  |  |       |  |  |                       |  |  |                      |  |
| …                           |   | …                  |          |  |  |       |  |  |                       |  |  |                      |  |
|                             |   | …                  | …        |  |  |       |  |  |                       |  |  |                      |  |
|                             |   | …                  | …        |  |  |       |  |  |                       |  |  |                      |  |
|                             |   | …                  | …        |  |  |       |  |  |                       |  |  |                      |  |
|                             |   | …                  |          |  |  |       |  |  |                       |  |  |                      |  |